# Merry Hermanus
Auguste (Merry) Hermanus (Brussel, 7 februari 1944) was een Belgisch politicus voor de PS.

## Levensloop
Merry Hermanus studeerde politieke en diplomatieke wetenschappen aan de Université libre de Bruxelles (1966). Hij werkte als ambtenaar bij de provincie Brabant van 1969 tot 1973. Hij was hoogleraar aan het Institut des Hautes Études de sciences sociales appliquées van 1984 tot 1989.
Hij werkte op verschillende PS-kabinetten: staatssecretaris voor Ontwikkelingssamenwerking Irène Pétry en premiers Edmond Leburton en Leo Tindemans. Zijn benoeming tot directeur-generaal van de diensten van de premier in 1981 werd in 1984 door de Raad van State vernietigd. Hij was vervolgens kabinetschef van vicepremier en minister van Ambtenarenzaken Léon Hurez, ministers van PTT Robert Urbain en André Baudson, vicepremier en minister van Communicatie Guy Spitaels, vicepremier en minister van Begroting Guy Mathot en minister-president van de Franse Gemeenschap Philippe Moureaux. Hij was tevens:
- regeringscommissaris bij de Ontwikkelingsmaatschappij voor het Brussels Hoofdstedelijk Gewest (GOMB) (1977-1987),
- regeringscommissaris bij de RTBF (1981-1987, 1988-1995),
- bestuurder van de Nationale Loterij van België (1981-1987),
- voorzitter van de raden van bestuur van de psychiatrische ziekenhuizen van Bergen en Doornik (1982-1995),
- bestuurder van de Université libre de Bruxelles (1982-1988),
- voorzitter van het Bureau voor Promotie van Toerisme Wallonië-Brussel (1984-1995),
- secretaris-generaal van de Franse Gemeenschap (1985-),
- voorzitter van het Sportcentrum van het Zoniënwoud (1986-1995),
- voorzitter van de Ontwikkelingsmaatschappij voor het Brussels Hoofdstedelijk Gewest (GOMB) (1989-1996),
- bestuurder van het Sportcentrum van Bütgenbach (1991-1995),
- voorzitter van het bedrijvencentrum EEBIC Incubator (tot 1996),
- administratief directeur van de PS-fractie in het Brussels Hoofdstedelijk Parlement (1996-1997).

Hij was in Jette schepen van Financiën (1977-1982), eerste schepen van Financiën en Onderwijs (1983-1989) en schepen van Onderwijs en Financiën (1989-1996). Na zijn veroordeling in de UNIOP-affaire in 1996 nam hij ontslag. Bij de gemeenteraadsverkiezingen van 2006 maakte hij zijn politieke comeback. Hij werd er eerste schepen bevoegd voor Franstalig onderwijs, Sociale Zaken en Werk. Spanningen tussen Hermanus en burgemeester Hervé Doyen leidden ertoe dat Hermanus in november 2007 een maand lang schepen af was. In december 2009 werden zijn bevoegdheden als schepen afgenomen. Hermanus was vervolgens weinig aanwezig op gemeenteraden. Bij de gemeenteraadsverkiezingen van 2012 was hij geen kandidaat meer.
Bij de Brusselse verkiezingen van 1995 werd hij verkozen tot lid van het Brussels Hoofdstedelijk Parlement. Ook uit deze functie nam hij na zijn veroordeling in 1996 ontslag.
Hermanus is getrouwd met Mireille Franck, directeur-generaal van de GOMB en OCMW-voorzitster van Jette. Bij de gemeenteraadsverkiezingen van 2012, waarbij haar man geen kandidaat meer was, trok ze de PS-lijst en was ze kandidaat-burgemeester. Ze nam haar zetel echter niet op.